# 輕鬆百合
《輕鬆百合》（日語：みにゆり）是Namori創作、一迅社出版的日本漫画作品。原本在《Comic百合姬S》从Vol.5到Vol.14连载，由于《Comic百合姬S》停刊而被转到姊妹誌《Comic百合姬》2011年1月号开始重新連載中。中文繁体版由东立出版社代理，中文簡體電子版由布卡漫畫代理。2011年7月电视动画開始播放，2011年12月在nico直播中宣佈製作第2季。2012年7月電視動畫第2季開播，同年獲得第17屆神戶動畫獎最佳電視動畫作品。2014年2月9日發表新作動畫製作決定的消息，3月18日决定新作OVA将于2014年内发表并會同时在电影院内上映。
第二季動畫CD精選專輯《YURU YURI♪♪2nd.Series BEST ALBUM ゆるゆりずむ♪2》，以兩片裝CD收錄作中登場的許多歌曲，於2014年5月21日發售。
2015年3月7日，制作方宣布决定制作第三季的消息，此次并没有沿用前两季的制作团队，而是采用OVA的阵容，同年10月首播。
2018年4月22日，在于涩谷区山野Hall举行的“七森中♪Happy Birthday”（七森中♪はっぴ～ば～すで～）活动夜晚部分上，宣布为纪念原作连载将迎来十周年，决定制作新作OVA。12月18日，正式公布标题为《摇曳百合、》（日语“、”读作“Ten”，与10周年的“10”英语同音），採群眾募資方式製作，於2019年11月13日發售。2019年9月25日起每周三在YouTube更新短篇动画《迷你百合》，全4话。
外傳漫畫《大室家》於2012年7月起在網路連載，並於2013年8月起由一迅社發售單行本。2023年8月4日，宣佈外傳漫畫《大室家》將改編為兩部中篇動畫電影，於2024年上映。

## 故事简介
七森中学“茶道社”废社後的原茶道社教室，被4个女生占据了，成為“娛樂社”消耗時間的地方。时而欢笑、时而百合的日常生活就这样开始了。

## 登场人物
注意：部分人物暂缺正式译名。

### 娱乐社
赤座燈里（配音：三上枝织）
初中一年级，13岁，身高153cm，A型。红色头发，紫色眼睛，头上两个团子般的发髻是其特征，髮髻可能是可拆式的。有一個姐姐赤座茜。
本作的主角。雖然名義上是主角，但常被人忽略其存在感，就連動畫的開場白也常被人搶走或被打斷。过七夕时书写的愿望是「希望出场数能够多点」，但籤隨即被風吹走而沒有實現。从小时候就开始就和京子、結衣是朋友，不過差一個学年。初中時加入娱乐社。為人乖巧善良，非常天然纯真，勤奮努力。喜欢帮助别人。
小时候留长髮而且也较活跃。常講冷笑話，但長大後就比較少講。初吻因為千夏為了練習以後可能會和結衣接吻的狀況而被強吻，但根據廣播劇CD的內容，小時候就已經被姐姐赤座茜誘騙而和她接吻過。在和京子、结衣和千夏翻看以前的相册，认出了小时候发生抢占公园争执的外来女孩就是千夏，不过震惊得无法说出来。
由于在丧失存在感时都会有「（燈    里～）」的效果音，被官方和爱好者引申为「消失」或「無存在感」的代名词。中國大陸网友因为赤座灯里在片头發出效果音（“アッカリ〜ン”的中文谐音为“阿卡林”），常常把赤座燈里称为“阿卡林”。
岁纳京子（配音：大坪由佳）
初中二年级，14岁，身高156cm，B型。金色长发，头有红色蝴蝶结，蓝色眼睛。
常常得意忘形又自我中心的女孩。在眾人中常扮演裝傻的角色，比灯里還更像主角。任意占據幾乎已成廢社的茶道社部室，另組娛樂社，但幾乎沒有像樣的社團活動。喜欢看《小魔女米拉庫》并會画其同人誌。有每年定期參加Comic Market的習慣，常要拉人一起去幫忙。
手工灵巧。爱吃朗姆酒葡萄干冰淇淋。考前通宵一晚就能拿到年級第一；不过也有因为赶同人誌的稿而根本没有复习，考试时倒头大睡，成绩吊車尾的情形。喜歡千夏，尤其想把千夏打扮成米拉庫，不过大多数情况千夏会逃脱或被结衣阻止。初中一年级時曾加入吹奏樂社，但因看不懂樂譜而退出。小時候其實是個膽小愛哭的女孩，与现在長大後簡直判若兩人，不过也可以表现出像大小姐般的气质。
船见结衣（配音：津田美波）
初中二年级，14岁，身高160cm，O型。紫黑色短髮，略黑的黄色眼睛。左撇子。
成熟冷静的人。很照顾京子，大多負責制止京子的暴走。喜欢玩电视游戏。故事开篇不久就决定单独外出居住，但也会经常邀请其他人来访，被京子说是因為感到孤独的緣故。
对京子的失控会發出严厉的吐槽，對綾乃的同音字冷笑話非常敏感。班上跑步最快的人，曾被田徑隊邀請過。
小时候是个假小子，因為用女孩子的口吻說話會感到很害羞，所以平常都是用男孩子的口吻說話。小时候本來留著長髮，因為覺得小時候的京子太過柔弱，覺得必須自我振作而改成短发至现在。
吉川千夏（配音：大久保瑠美）
初中一年级，13岁，身高149cm，AB型。粉紅色的头发，两旁紮有蓬松的短辮，水蓝色眼睛。與燈里同班，有一個姐姐吉川智子。动画中兩條短辮能夠吞沒任何接觸的物體，隨後可以用手撥出來或在泡澡時吐出來。曾經有不少次被燈里的姐姐茜嚇到的經驗。
和作品内作品《小魔女米拉庫》的主角米拉庫长得极为相似。因为「姐姐是茶道社社員，就应该加入茶道社」的想法来到活动室，结果被京子纏住加入娱乐社。十分喜歡船见结衣，甚至有某些非分之想，但对京子很感冒。雖然被京子所喜歡著，但京子為了拉攏她，也只好常必需要先拉攏結衣再引誘她也一起加入。
看起來相當可愛、但其實是個心機深重的腹黑女，從小時候起就已經是如此。曾经和結衣三人争抢公园，甚至和她大打出手，不过其本人好像已经不记得发生此事。曾為了練習以後可能會和結衣接吻的狀況而強吻过燈里。非常害怕怪談、幽靈等事物。艺术作品以及料理能力極差，光看到就會讓人感受極沉重的心理壓力（燈里每次看到都會翻白眼昏倒），有些甚至要打马赛克掩盖，但本人沒有自覺；不过在状态不佳时反而会做出令人赞叹的作品。

### 学生会
杉浦绫乃（配音：藤田咲）
初中二年级，1月20日出生，14岁，身高159cm，AB型，留有紫红色长发并扎成长马尾。
学生会副会长。和京子、结衣、千岁是同班同学。爱吃布丁。非常用功但卻會在考試中輸給臨時抱佛腳的京子。傲娇性格，視京子為競爭對手但其實喜歡京子，也因此被千岁笑话而变得害羞。会把某些日文读错成同音词（如「罚款」读成「罚金白金汉」，二者日语发音相似），不過結衣聽到時常會忍不住發笑。叫京子時都是直接稱呼全名。
池田千岁（配音：丰崎爱生）
初中二年级，3月10日出生，14岁，身高155cm，O型，银色短发，有一个孿生妹妹池田千鶴。
学生会书记。綾乃的好友，暗地裡支持绫乃和京子之間的關係。出身于关西地方，带着关西口音。性格溫和，喜歡在家中製作醃菜。被燈里評為「像老奶奶一樣可愛的人。」
爱好百合，目標主要是绫乃和京子。当见到绫乃和京子在一起时，会脫下眼鏡讓視線模糊，集中精神進入妄想模式，太過興奮時會流鼻血。如果不戴上眼鏡會無法停止妄想，最後因為狂流鼻血而貧血昏倒。對酒的抗力弱，当吃了加酒的巧克力之後會突然變成親吻魔瘋狂親人，動畫則改成吃了巧克力後就會像喝過酒一樣變成親吻魔。
大室樱子（配音：加藤英美里）
初中一年级，9月7日出生，13岁，身高153cm，B型，浅棕色头发，左边戴着两个发夹，貧乳。個性活潑，和京子有些類似，甚至會比京子更加我行我素。很常提到燈里，是燈里提高存在感的機會。
和向日葵自幼稚园就认识，現在与向日葵、千夏和燈里同班。有个讀高中的姐姐大室撫子和讀小學的妹妹大室花子。
很嫉妒向日葵的巨乳，常會出言諷刺。准备竞争下期学生会副会长的座位，经常和向日葵敌视，但又保持相当友好的关系，當初加入學生會的理由是因為看到向日葵有加入。学习能力不好，也有些欠缺常識，经常求助于向日葵。如果看到向日葵跟其他人友好时会吃醋。不敢吃胡蘿蔔，不怕蛇但怕蟑螂。
古谷向日葵（配音：三森铃子）
初中一年级，6月16日出生，13岁，身高156cm，A型，深蓝色头发，耳两旁头发向前扎成短辫，带有髮箍，土黃色眼睛，巨乳。和樱子自幼稚园就认识，与櫻子、千夏和燈里同班，有一个妹妹古谷楓。
性格和櫻子相反，成熟穩重，成绩优秀，尤其擅长制作点心。習慣用这类大小姐般的语气。經常要應付櫻子的胡鬧，常和樱子敌视，但又被櫻子依賴著。不敢吃青椒，在意自己的体重，但增加的体重却是来源于胸部。
原作裡古谷家和大室家在隔壁，動畫裡改為住在同一社區。其實小時候和櫻子感情相當親暱，兩人還曾寫過結婚證書。
松本理世（配音：后藤沙绪里）
初中三年级，5月23日出生，15岁，身高146cm，O型，黑长髮，红色眼睛。
学生會会长。身材嬌小的寡言少女，表情几乎不曾改變過，一開始差点被燈里等人以为是幽灵。做事相當認真盡責。
直到漫画36话才登场，但据说是一直都存在，只是漫画中没有画进格子里，在動畫前期会间接露面，直到第9集才正式登場。漫画對話內容全是「……」，但不知道為什麼只有西垣老師能理解，所以跟其他人對話時均需要西垣老师转达；在动画表现为虽然有說話但音量極小。与西垣老师有着各种实验来往。

### 其他角色
赤座茜（配音：堀江由衣）
燈里的姐姐，19歲的大學生，同燈里一样的髮色，不过留长髮，长髮后还有扎有一小撮短发，绑有一个团子。總是以笑臉示人，不曾露出眼睛。与千夏的姐姐智子為朋友。
有在WcDonald（暗指麥當勞）打工兼職，成績相當優秀，曾當過學生會長，是個萬能且很照顧人的優秀完美人士，燈里心目中也相當崇敬溫柔的好姐姐，但內心實際上卻是個極度妹控的危險人物，房間裡滿滿的私藏妹系百合作品及燈里的貼身衣物，據說有放鬆心情的作用，由于其房间禁止其他人进入所以燈里並不知情。當燈里在場時會急忙把相關的妹系物品藏起來。京子曾無意間打開過房門結果驚嚇到不敢告訴燈里。
被吉川智子形容為「總是笑容滿面、非常溫柔、不論到哪裡都能給周圍帶來光明的人」。在限定特典廣播劇CD中也有出现，动画直到第二季才登場，第七集正式發言，但其實第一集就有露面，情人節時還製作比人臉還大的超大型巧克力送給燈里。
在漫画第1话连载版原先設定時为男性，由于作品所属杂志为百合向杂志，所以单行本版修改该设定。
吉川智子（配音：石川綾乃）
千夏的姐姐，19歲的大學生，茶道經驗相當豐富。
称赤座茜是其最值得骄傲的朋友。暗自喜歡赤座茜，在與千夏聊天的過程中，無意間表示羨慕燈里本人能夠受到茜的溺愛，因為害怕愛意被發覺而總是刻意隱藏。动画在第二季時正式登場。
與腹黑的妹妹個性相反，相當溫柔。十分寵溺千夏，不論是千夏像是給人施工的掏耳技術或是讓人連續好幾天不用走路的按摩技術都能給予稱讚，甚至連千夏的恐怖繪圖也能發自內心地說好看。
池田千鹤（配音：倉口桃）
千岁的雙胞胎妹妹，3月10日出生，14岁，身高155cm，血型O型，和姐姐外貌相像，不过眼睛是绿色的。
和姐姐千岁相似的摘下眼镜进入妄想模式的能力，不过只在看见绫乃和千岁的时候，而且差別在於是流口水，並且會發出流口水的狀聲詞。京子第一次遇见她时以为是千岁而骚扰她，後來在得知真相之後還是很喜歡故意接近她。很討厭京子，看到京子接近就會展開攻擊。似乎認為京子是阻礙绫乃和千岁發展的討厭人物。
表面上表情很少，但據千岁说其实只是紧张而已，其实是個温柔、爱撒娇的妹妹，非常喜欢姐姐。
大室撫子（配音：齋藤千和）
櫻子的姐姐，18歲，高中生，1月21日出生，稍薄的金发，貧乳，曾经戴过眼镜。
性格较冷淡，对樱子任性的孩子气行為会感觉到很不耐烦。似乎有會故意對櫻子土下座來逼迫她的奇怪習慣。
外傳中指出有女朋友，似乎為同班同學，目前這件事對外隱瞞中。
大室花子（配音：日高里菜）
櫻子的妹妹，8歲，小學生，茶色长髮，8月7號出生。
对姐姐樱子的行為總是感覺很心煩，會直呼樱子的名字。在學校成績很好，因為在校很受歡迎而被其他師生尊稱為「花子大人」。
船見麻理（配音：内田真礼）
結衣親戚的小孩。喜歡吃海膽壽司。個性沉默而且成熟，也有小孩天真的一面，崇敬結衣。
喜歡看《小魔女米拉庫》。第一次遇到千夏時，千夏被拜託裝扮成米拉庫的樣子以討其歡心，但隨後就因為千夏破壞形象的行為而內心徹底幻滅並體認到現實的殘酷。
古谷楓（配音：内田彩）
向日葵的妹妹，6歲，同向日葵几乎一样的外貌，不过眉毛较粗，10月30日出生。
和樱子相识，大室家外傳中也認識櫻子的姊姊撫子與妹妹花子。
天真无邪但又思想成熟的小孩子，常說出讓人哭笑不得卻又無法對其發脾氣的發言，相当关注姐姐胸部的发展。
西垣奈奈（配音：白石凉子）
6月12日出生，身高168cm，血型AB型，理科教师，经常身穿实验服。
唯一能解讀松本說話的人。自稱和松本為「爆友」。喜歡发明東西，也经常进行奇怪和危险的实验，動不動就會引起爆炸，和松本关系很好，還很喜歡扛著松本的身體到處走。
騎腳踏車通勤時會戴著全罩式安全帽。因為小学时把小灯泡接入插座中引发爆炸结果就开始对爆炸的东西感兴趣。

### 小魔女米拉庫
胡桃／米拉庫（配音：竹達彩奈）
平時是個充滿元氣、茶髮雙馬尾的純真善良女孩，變身後則是粉色雙馬尾髮型，最喜愛的食物是炒麵麵包，外型與千夏相似，只是髮型略為不同，內在個性也一樣腹黑。劇中劇作品的主角，名為懷著愛與勇氣守護和平的魔法少女，實際上卻是損人利己主義者。攻擊手段主要以魔杖變成鈍器去毆打敵人。主角一行人相當喜愛的動畫，更是京子的同人活動題材。
雷香／萊巴倫（配音：悠木碧）
平時是個乖巧文靜的長髮女孩，戴著眼鏡，與胡桃是朋友，但這一切只是為了臥底所假裝出來的；變身後不戴眼鏡，個性強勢，判若兩人，為米拉庫的宿敵。
其實是個濫好人，普通在未變身之前還常幫胡桃跑腿。
甘波（配音：綠川光）
GIGA組織的球型機器人，會發出「波波波」的笑聲，企圖征服世界。似乎是本作裡唯一有正式名稱的男性角色。隱藏於太陽眼鏡下的真面目是一雙水汪汪的少女眼晴。也是動畫裡唯一的男性配音角色。

### 外传《大室家》
三轮蓝（聲：東山奈央）
撫子的同学，18歲，长髮。右眼下有顆淚痣。
八重野美穗（聲：悠木碧）
撫子的同学，18歲，中长髮，戴有有薔薇装饰的髮箍。
园川惠（聲：上坂堇）
撫子的同学，18歲，扎有向右的小束髮辫。
相马未来（聲：伊藤彩沙）
花子的同学，8歲，刘海上扎很小一束发束。由于曾經被花子帮助过而第一个叫花子为「花子大人」。
小川心（聲：倉知玲鳳）
花子的同学，8歲。经常跟随未来行动。
高崎岬（聲：古賀葵）
花子的同学，8歲。妒忌花子比她优秀，但实际上没一样能比花子优秀。

## 出版書籍

### 單行本
| 卷數 | 日本（一迅社） | 日本（一迅社）         | 日本（一迅社）         | 臺灣（東立出版社） | 臺灣（東立出版社）     |
| 卷數 | 發售日期       | 通常版 ISBN            | 限定版 ISBN            | 發售日期           | ISBN                   |
| ---- | -------------- | ---------------------- | ---------------------- | ------------------ | ---------------------- |
| 1    | 2009年8月1日   | ISBN 978-4-7580-7055-3 | 不適用                 | 2011年8月31日      | ISBN 978-986-10-6924-1 |
| 2    | 2010年2月1日   | ISBN 978-4-7580-7070-6 | 不適用                 | 2011年11月14日     | ISBN 978-986-10-6925-8 |
| 3    | 2010年7月1日   | ISBN 978-4-7580-7090-4 | 不適用                 | 2012年1月4日       | ISBN 978-986-10-6926-5 |
| 4    | 2011年2月1日   | ISBN 978-4-7580-7120-8 | ISBN 978-4-7580-7121-5 | 2012年2月1日       | ISBN 978-986-10-7219-7 |
| 5    | 2011年6月1日   | ISBN 978-4-7580-7147-5 | 不適用                 | 2012年4月24日      | ISBN 978-986-10-7973-8 |
| 6    | 2011年7月1日   | ISBN 978-4-7580-7150-5 | 不適用                 | 2012年5月25日      | ISBN 978-986-10-8353-7 |
| 7    | 2011年8月5日   | ISBN 978-4-7580-7145-1 | ISBN 978-4-7580-7146-8 | 2012年6月22日      | ISBN 978-986-10-8354-4 |
| 8    | 2012年8月5日   | ISBN 978-4-7580-7200-7 | ISBN 978-4-7580-7201-4 | 2014年2月27日      | ISBN 978-986-31-7524-7 |
| 9    | 2012年8月5日   | ISBN 978-4-7580-7203-8 | ISBN 978-4-7580-7204-5 | 2014年5月5日       | ISBN 978-986-317-525-4 |
| 10   | 2013年6月5日   | ISBN 978-4-7580-7251-9 | ISBN 978-4-7580-7252-6 | 2014年6月9日       | ISBN 978-986-332-826-1 |
| 11   | 2014年2月1日   | ISBN 978-4-7580-7290-8 | ISBN 978-4-7580-7291-5 | 2015年8月28日      | ISBN 978-986-348-472-1 |
| 12   | 2014年8月4日   | ISBN 978-4-7580-7326-4 | ISBN 978-4-7580-7327-1 | 2015年9月17日      | ISBN 978-986-365-698-2 |
| 13   | 2015年2月4日   | ISBN 978-4-7580-7390-5 | ISBN 978-4-7580-7391-2 | 2018年4月2日       | ISBN 978-986-486-348-8 |
| 14   | 2016年1月18日  | ISBN 978-4-7580-7520-6 | ISBN 978-4-7580-7521-3 | 2018年7月2日       | ISBN 978-986-486-349-5 |
| 15   | 2017年5月31日  | ISBN 978-4-7580-7674-6 | ISBN 978-4-7580-7675-3 | 2019年5月9日       | ISBN 978-986-486-350-1 |
| 16   | 2018年1月30日  | ISBN 978-4-7580-7775-0 | ISBN 978-4-7580-7776-7 | 2019年11月7日      | ISBN 978-957-26-0631-5 |
| 17   | 2019年8月29日  | ISBN 978-4-7580-7974-7 | ISBN 978-4-7580-7975-4 | 2021年4月1日       | ISBN 978-957-26-4406-5 |
| 18   | 2020年5月27日  | ISBN 978-4-7580-2114-2 | ISBN 978-4-7580-2115-9 | 2022年12月16日     | ISBN 978-957-26-7272-3 |
| 19   | 2020年12月23日 | ISBN 978-4-7580-2197-5 | ISBN 978-4-7580-2198-2 | 2025年6月19日      | ISBN 978-626-02-1067-0 |
| 20   | 2021年8月31日  | ISBN 978-4-7580-2286-6 | ISBN 978-4-7580-2287-3 |                    |                        |
| 21   | 2021年12月27日 | ISBN 978-4-7580-2340-5 | ISBN 978-4-7580-2341-2 |                    |                        |
| 22   | 2022年12月26日 | ISBN 978-4-7580-2481-5 | ISBN 978-4-7580-2482-2 |                    |                        |
| 23   | 2024年12月24日 | ISBN 978-4-7580-2819-6 | ISBN 978-4-7580-2820-2 |                    |                        |

新裝版
| 卷數 | 日本（一迅社） | 日本（一迅社）         |
| 卷數 | 發售日期       | ISBN                   |
| ---- | -------------- | ---------------------- |
| 1    | 2015年6月18日  | ISBN 978-4-7580-7436-0 |
| 2    | 2015年6月18日  | ISBN 978-4-7580-7437-7 |
| 3    | 2015年7月18日  | ISBN 978-4-7580-7455-1 |
| 4    | 2015年7月18日  | ISBN 978-4-7580-7456-8 |
| 5    | 2015年7月18日  | ISBN 978-4-7580-7457-5 |
| 6    | 2015年8月18日  | ISBN 978-4-7580-7473-5 |
| 7    | 2015年8月18日  | ISBN 978-4-7580-7474-2 |
| 8    | 2015年9月18日  | ISBN 978-4-7580-7475-9 |
| 9    | 2015年9月18日  | ISBN 978-4-7580-7479-7 |
| 10   | 2015年10月17日 | ISBN 978-4-7580-7494-0 |
| 11   | 2015年10月17日 | ISBN 978-4-7580-7495-7 |
| 12   | 2015年11月18日 | ISBN 978-4-7580-7502-2 |
| 13   | 2015年11月18日 | ISBN 978-4-7580-7503-9 |

### 大室家
| 卷數 | 日本（一迅社） | 日本（一迅社）         | 日本（一迅社）         | 臺灣（東立出版社） | 臺灣（東立出版社）     |
| 卷數 | 發售日期       | ISBN                   | 限定版 ISBN            | 發售日期           | ISBN                   |
| ---- | -------------- | ---------------------- | ---------------------- | ------------------ | ---------------------- |
| 1    | 2013年8月1日   | ISBN 978-4-7580-7249-6 | ISBN 978-4-7580-7250-2 | 2015年2月11日      | ISBN 978-986-365-743-9 |
| 2    | 2014年8月4日   | ISBN 978-4-7580-7328-8 | ISBN 978-4-7580-7329-5 | 2015年7月7日       | ISBN 978-986-365-744-6 |
| 3    | 2019年10月31日 | ISBN 978-4-7580-7982-2 | ISBN 978-4-7580-7983-9 | 2021年3月12日      | ISBN 978-957-26-4418-8 |
| 4    | 2020年12月23日 | ISBN 978-4-7580-2199-9 | ISBN 978-4-7580-2200-2 | 2023年1月5日       | ISBN 978-957-26-8121-3 |
| 5    | 2021年12月27日 | ISBN 978-4-7580-2342-9 | ISBN 978-4-7580-2343-6 | 2024年4月8日       | ISBN 978-626-02-0674-1 |
| 6    | 2022年12月26日 | ISBN 978-4-7580-2483-9 | ISBN 978-4-7580-2484-6 |                    |                        |
| 7    | 2024年2月29日  | ISBN 978-4-7580-2662-8 | ISBN 978-4-7580-2663-5 |                    |                        |
| 8    | 2024年12月24日 | ISBN 978-4-7580-2821-9 | ISBN 978-4-7580-2822-6 |                    |                        |

## 電視动画

### 製作人員
|            | 第1期                                     | 第2期                                     | OVA                                                                 | 特別篇                                                              | 第3期                                                               | OVA2                                                     |
| ---------- | ----------------------------------------- | ----------------------------------------- | ------------------------------------------------------------------- | ------------------------------------------------------------------- | ------------------------------------------------------------------- | -------------------------------------------------------- |
| 原作       | なもり（一迅社《Comic百合姬》雜誌連載中） | なもり（一迅社《Comic百合姬》雜誌連載中） | なもり（一迅社《Comic百合姬》雜誌連載中）                           | なもり（一迅社《Comic百合姬》雜誌連載中）                           | なもり（一迅社《Comic百合姬》雜誌連載中）                           | なもり（一迅社《Comic百合姬》雜誌連載中）                |
| 監督       | 太田雅彦                                  | 太田雅彦                                  | 畑博之                                                              | 畑博之                                                              | 畑博之                                                              | 山岸大悟                                                 |
| 助監督     | 大隈孝晴（副監督）                        | 大隈孝晴（副監督）                        | 不適用                                                              | 平牧大輔                                                            | 不適用                                                              |                                                          |
| 系列構成   | 青島崇                                    | 青島崇                                    | 橫手美智子                                                          | 畑博之、深見真                                                      | 畑博之、深見真                                                      |                                                          |
| 角色設計   | 中島千明                                  | 中島千明                                  | 谷口元浩                                                            | 谷口元浩                                                            | 谷口元浩                                                            | 鵠沼亮介 (總作畫監督)                                    |
| 總動畫師   |                                           |                                           |                                                                     |                                                                     |                                                                     | 井上和俊、西島翔平 金井千夏                              |
| 道具設計   | 谷口淳一郎 （配件）                       |                                           | 谷口元浩、佐佐木敬子 鈴木彩乃 （機械設計）                          | 鈴木彩乃、西田美彌子 山内大輔                                       | 鈴木彩乃、西田美彌子 山内大輔                                       |                                                          |
| 美術監督   | 鈴木俊輔 （Studio風雅）                   | 鈴木俊輔 （Studio風雅）                   | 柴田千佳子                                                          | 柴田千佳子                                                          | 柴田千佳子                                                          | 柴田千佳子                                               |
| 美術設定   | 鈴木俊輔 （Studio風雅）                   | 鈴木俊輔 （Studio風雅）                   | 松本吉勝                                                            | 松本吉勝                                                            | 松本吉勝                                                            | 柴田千佳子                                               |
| 色彩設計   | 真壁源太                                  | 真壁源太                                  | 佐田繪里花                                                          | 佐田繪里花                                                          | 佐田繪里花                                                          | 岩沢れい子                                               |
| 攝影監督   | 桑野貴文                                  | 佐佐木正典                                | 岩井和也                                                            | 岩井和也                                                            | 岩井和也                                                            | 福田光                                                   |
| 3D監督     |                                           |                                           | 濱村敏郎                                                            | 濱村敏郎                                                            | 濱村敏郎                                                            |                                                          |
| 編輯       | 小野寺繪美                                | 小野寺繪美                                | 坪根健太郎                                                          | 坪根健太郎                                                          | 坪根健太郎                                                          | 定松剛                                                   |
| 音響監督   | 蝦名恭範                                  | 蝦名恭範                                  | 岩浪美和                                                            | 岩浪美和                                                            | 岩浪美和                                                            | えびなやすのり                                           |
| 音樂       | 三澤康廣                                  | 三澤康廣                                  | 藤澤慶昌                                                            | 藤澤慶昌                                                            | 藤澤慶昌                                                            | 三澤康広                                                 |
| 音樂製作人 | 堀切伸二                                  | 堀切伸二                                  | 堀切伸二                                                            | 堀切伸二、小松亞佐美                                                | 堀切伸二、小松亞佐美                                                | 坪井亮祐                                                 |
| 音樂製作   | PONY CANYON                               | PONY CANYON                               | PONY CANYON                                                         | PONY CANYON                                                         | PONY CANYON                                                         | PONY CANYON                                              |
| 出品       |                                           |                                           |                                                                     | 川原陽子                                                            | 川原陽子                                                            |                                                          |
| 出品人     | 川原陽子、中村成太郎 吉澤隆、大野亮介     | 川原陽子、中村成太郎 吉澤隆、大野亮介     | 川原陽子、中村成太郎 清水美佳、大野亮介 工藤雅世、西川和良 大室正勝 | 坪井亮祐、中村成太郎 清水美佳、大野亮介 工藤雅世、深尾聡志 大室正勝 | 坪井亮祐、中村成太郎 清水美佳、大野亮介 工藤雅世、深尾聡志 大室正勝 | 野島鉄平、星野健人 工藤雅世、西川和良 吉田健人、伊東紀子 |
| 動畫出品人 | 福土多鶴子                                | 鎌田肇                                    | 後藤史臣                                                            | 後藤史臣                                                            | 後藤史臣                                                            |                                                          |
| 動畫製作   | 動畫工房                                  | 動畫工房                                  | TYO動畫                                                             | TYO動畫                                                             | TYO動畫                                                             | Lay-duce                                                 |
| 製作       | 七森中娛樂社                              | 七森中娛樂社                              | 七森中娛樂社                                                        | 七森中娛樂社                                                        | 七森中娛樂社                                                        |                                                          |

### 主題曲

#### 第1季
片頭曲
作詞：三弥，作曲：，編曲：、，演唱：七森中☆娛樂部（三上枝織、大坪由佳、津田美波、大久保瑠美）
片尾曲
作詞：Funta3，作曲、編曲：Funta7，演唱：七森中☆娛樂部（三上枝織、大坪由佳、津田美波、大久保瑠美）
插曲（第1話、第5話、第7話、第12話）
作詞：Funta7，作曲、編曲：Funta3，演唱：（竹達彩奈）

#### 第2季
片頭曲
（第1話－第5話、第7話－第10話、第12話）
作詞、作曲：，編曲：Funta7，演唱：七森中☆娛樂部（三上枝織、大坪由佳、津田美波、大久保瑠美）
第12話同時作為插曲使用。
（第6話）
作詞：深青結希，作曲：若林充，編曲：田中俊裕，演唱：（竹達彩奈）
片尾曲
（第1話－第7話、第9話－第12話）
作詞：，sae，作曲、編曲：，演唱：七森中☆娛樂部（三上枝織、大坪由佳、津田美波、大久保瑠美）
（第8話）
作詞：Funta3，作曲：松井俊介，編曲：高木洋，演唱：結衣（津田美波）&千夏（大久保瑠美）
插曲
（第1話）
作詞：Funta7，作曲、編曲：Funta3，演唱：（竹達彩奈）
（第6話）
作詞：辻純夏，作曲：土屋知幸，編曲：塚本，演唱：（竹達彩奈）
（第11話）
作詞、作曲：，編曲：Slavomir Stanislaw Kowalewski，演唱：赤座灯里（三上枝織）
（第12話）
作詞：三彌，作曲：，編曲：、，演唱：七森中☆娛樂部（三上枝織、大坪由佳、津田美波、大久保瑠美）

#### 第3季
片頭曲

作詞：高瀨愛虹，作曲：no_my，編曲：Funta7，演唱：七森中☆娛樂部（三上枝织、大坪由佳、津田美波、大久保瑠美）
片尾曲

作詞：高瀨愛虹，作曲：no_my，編曲：Funta7，演唱：七森中☆娛樂部（三上枝织、大坪由佳、津田美波、大久保瑠美）
(第12話)
作詞、作曲、編曲：，演唱：七森中☆娛樂部（三上枝织、大坪由佳、津田美波、大久保瑠美）

### 各話列表
| 話數   | 日文標題 | 中文標題                              | 劇本            | 分鏡                         | 演出              | 作畫監督                                                                                     | 總作畫監督          |
| 第1季  | 第1季    | 第1季                                 | 第1季           | 第1季                        | 第1季             | 第1季                                                                                        | 第1季               |
| ------ | -------- | ------------------------------------- | --------------- | ---------------------------- | ----------------- | -------------------------------------------------------------------------------------------- | ------------------- |
| 第1話  |          | 初次到中學                            | 青島崇          | 太田雅彦                     | 荒井省吾          | 皆川一德、泉廣代                                                                             | 中島千明            |
| 第2話  |          | 我，你，學生會♥                       | 子安秀明        | 中西伸彰                     | 中西伸彰          | 伊藤大翼、平塚知哉 YOO YONG-JUN                                                              | 谷口淳一郎          |
| 第3話  |          | 來我家嗎！？…去吧去吧！               | 杉原研二        | 藤澤俊幸                     | 矢花馨            | 菊永千里                                                                                     | 中島千明            |
| 第4話  |          | 夏天大收穫祭                          | 鴻野貴光        | 誌村宏明                     | 小野田雄亮        | 尾崎綾子、片岡千春 川口理惠                                                                  | 谷口淳一郎          |
| 第5話  |          | 燈里啊嗚嗚蝉啊之類的鳴泣之時          | 青島崇          | 太田雅彥 工藤利春            | 工藤利春          | 越智信次、鳥山冬美 山田步                                                                    | 中島千明            |
| 第6話  |          | 美術☆藝術☆藝術家                      | 子安秀明        | 柳瀨雄之                     | 荒井省吾          | 吉田隆彥、谷口繁則 尾尻進矢                                                                  | 谷口淳一郎          |
| 第7話  |          | 聖誕節                                | 杉原研二        | 太田雅彥 伊矢見勇三 工藤政春 | QZo               | 伊藤大翼、皆川一德 谷口元浩、藤田正幸                                                        | 中島千明            |
| 第8话  |          | 愚人节                                | 鸿野贵光        | 博多正寿                     | 矢花馨            | 柳濑雄之、菊永千里 海保仁美                                                                  | 谷口淳一郎          |
| 第9話  |          | 今年的夏天不可怕                      | 子安秀明        | 小澤一浩                     | 小澤一浩          | YOO YUNG-JUN                                                                                 | 中島千明            |
| 第10話 |          | 雖然是修學旅行、 到底要我們學到什麼呢 | 杉原研二        | 誌村宏明                     | 福本潔            | 山田步、酒井智史 館崎大、鳥山冬美 村上龍一                                                   | 谷口淳一郎          |
| 第11話 |          | 我們的娛樂社                          | 青島崇          | 太田雅彥 伊矢見勇三 工藤利春 | 荒井省吾          | 尾尻進矢、谷口元浩 橋口隼人、藤田正幸 內野明雄                                               | 中島千明            |
| 第12話 |          | 大家的暖洋洋合宿                      | 鴻野貴光        | 博多正壽                     | 太田雅彥 荒井省吾 | 皆川一德、伊藤大翼 菊永千里、山崎輝彥 池田廣明、赤尾良太郎 中島千明、大隈孝晴                | 谷口淳一郎          |
| 第2季  |          |                                       |                 |                              |                   |                                                                                              |                     |
| 第1話  |          | 回歸的主角                            | 青島崇          | 太田雅彥                     | 荒井省吾          | 伊藤大翼、尾尻進矢                                                                           | 中島千明            |
| 第2話  |          | 輕鬆百合日復一日                      | 子安秀明        | 工藤利春                     | 工藤利春          | 山田步                                                                                       | 越智信次            |
| 第3話  |          | 巧克力、眼淚、女生與女生、炸海鮮      | 杉原研二        | 三原武憲                     | 三原武憲          | 菊永千里                                                                                     | 中島千明 尾尻進矢   |
| 第4話  |          | 噴嚏                                  | 鴻野貴光        | 矢花馨                       | 矢花馨            | 鳥山冬美、伊藤大翼 平野勇一                                                                  | 越智信次            |
| 第5話  |          | 日本之夏 輕鬆之夏                     | 子安秀明        | 誌村宏明                     | 川越崇弘          | 酒井智史、 鳥山冬美                                                                          | 中島千明 尾尻進矢   |
| 第6話  |          | 【速報】輕鬆百合完售                  | 青島崇          | 太田雅彥                     | 荒井省吾          | 池田廣明、小宮山由美子 藤田正幸                                                              | 越智信次            |
| 第7話  |          | 姐妹各自的情況                        | 鴻野貴光        | 三原武憲                     | 三原武憲          | 谷口元浩、橋口隼人                                                                           | 中島千明 尾尻進矢   |
| 第8話  |          | 千夏無雙                              | 杉原研二        | 矢花馨                       | 工藤利春          | 鳥山冬美、熊田亞輝 酒井智史                                                                  | 越智信次            |
| 第9話  |          | 好像有什麼又好像沒什麼的日子          | 鴻野貴光        | 博多正壽                     | 福本潔            | 小泉初榮、伊藤大翼 清水勝祐                                                                  | 中島千明 尾尻進矢   |
| 第10話 |          | 修學旅行R                             | 杉原研二        | 矢花馨                       | 矢花馨            | 菊永千里                                                                                     | 越智信次            |
| 第11話 |          | 穿越時空的燈里                        | 太田雅彥        | 太田雅彥                     | 荒井省吾          | 尾尻進矢、橋口隼人 池田廣明、谷口元浩                                                        | 中島千明 尾尻進矢   |
| 第12話 |          | 再見了主角，直到再會之日              | 青島崇          | 三原武憲 太田雅彥            | 福本潔            | 尾尻進矢、鳥山冬美 小泉初榮、長谷川亨雄 半澤淳、 久保茉莉子、川島尚 狩野正志                 | 越智信次 中島千明   |
| OVA    |          |                                       |                 |                              |                   |                                                                                              |                     |
| OVA    |          | 摇曳百合 夏日时光！                   | 横手美智子      | 畑博之                       | 平牧大輔 畑博之   | 泷吾郎、湯川純 鈴木彩乃、新号靖 嶺图、大河原晴男 片岡千春、崎口 薮田裕希、关崎高明 谷口元浩  | 谷口元浩            |
| 特別篇 |          |                                       |                 |                              |                   |                                                                                              |                     |
| +1     |          | 摇曳百合 夏日时光！+ +1               | 畑博之          | 畑博之                       | 片貝慎            | 谷口元浩                                                                                     | 谷口元浩            |
| +2     |          | 摇曳百合 夏日时光！+ +2               | 深見真          | 平牧大輔                     | 平牧大輔          | 臼田美夫                                                                                     | 谷口元浩            |
| 第3季  |          |                                       |                 |                              |                   |                                                                                              |                     |
| 第1話  |          | 其实呢 也就是 玩乐的开始              | 深見真          | 畑博之                       | 柴田彰之 畑博之   | 山內大輔                                                                                     | 谷口元浩 小野田將人 |
| 第2話  |          | 尽情颤抖吧                            | 瀧川廉治 深見真 | 山本裕介                     |                   | 大谷道子、湯川純 藪田裕希                                                                    | 谷口元浩            |
| 第3話  |          | 不自覺                                | 瀧川廉治 畑博之 | 片貝慎                       | 片貝慎            | 鈴木彩乃、上野卓志 吉岡敏幸                                                                  | 小野田將人          |
| 第4話  |          | 那一夜將我們緊密連結在一起            | 畑博之          | 淺野勝也                     | 淺野勝也          | 野田智弘、淺野勝也 內原茂                                                                    | 谷口元浩            |
| 第5話  |          | 陷落黑暗之中的少女                    | 深見真          | 片貝慎                       | 片貝慎 有江勇樹   | 山內大輔、關崎高明 鈴木彩乃、吉岡敏幸 松浦里美、瀧吾郎 藤岡真紀、安田京弘 荒木彌緒           | 小野田將人 谷口元浩 |
| 第6話  |          | 驚見看不見的臉                        | 深見真          | 大嶋博之                     | 木宮茂            | 原田峰文、片岡千春 大谷道子、上原史也                                                        | 谷口元浩            |
| 第7話  |          | 讓那日成為我們難忘的一天              | 加百優喜雄      | 平牧大輔                     | 平牧大輔          | 菅原浩喜、菊地勝則 相良理央、秋葉徹 梅下麻奈未、阿部加奈子 鶴田愛、小野步                    | 谷口元浩 小野田將人 |
| 第8話  |          | 那是任誰都能擁有的笑容碎片            | 畑博之          | 畑博之 柴田彰久              | 畑博之 名取孝浩   | 原勝德、吉岡敏幸 內原茂、關崎高明                                                            | 谷口元浩            |
| 第9話  |          | 小小的愛和一點點勇氣的故事            | 畑博之          | 相澤伽月 片貝慎 柴田彰久     | 上田茂 有江勇樹   | 山內大輔、瀧吾郎 吉田隆彥、野田智弘 鈴木信一、阿部加奈子 畠山佳苗、大橋圭 鶴田愛、高橋和德   | 谷口元浩 小野田將人 |
| 第10話 |          | 與你一起就是永遠                      | 畑博之          | 片貝慎                       | 片貝慎            | 原田峰文、片岡千春 大谷道子、上原史也 藪田裕希、橋本純一                                     | 谷口元浩 小野田將人 |
| 第11話 |          | 甕中捉鱉                              | 深見真          | 淺野勝也                     | 淺野勝也          | 山崎展義                                                                                     | 谷口元浩 小野田將人 |
| 第12話 |          | 盛開櫻花下的浪漫風暴                  | 深見真          | 畑博之                       | 平牧大輔 畑博之   | 野田智弘、瀧吾郎 山內大輔、內原茂 吉岡敏幸、臼田美夫 阿蒜晃士、鈴木彩乃 小野田將人、谷口元浩 | 谷口元浩 小野田將人 |
| OVA2   |          |                                       |                 |                              |                   |                                                                                              |                     |
| OVA    |          | 摇曳百合、                            | 貴博            | 山岸大悟                     | 山岸大悟          | 永作友克、都築裕佳子 井上和俊、西島翔平                                                      | 鵠沼亮介            |

### 播放电视台
| 播放地域       | 播放電視台   | 播放日期                 | 播放時間（UTC+9）          | 所属联播网 | 備註               |
| 第1季          | 第1季        | 第1季                    | 第1季                      | 第1季      | 第1季              |
| -------------- | ------------ | ------------------------ | -------------------------- | ---------- | ------------------ |
| 關東广域圈     | 东京电视台   | 2011年7月4日 - 9月19日   | 星期一 26点00分 - 26点30分 | 东京电视网 |                    |
| 岡山县、香川县 | 濑户内电视台 | 2011年7月5日 - 9月20日   | 星期二 26点03分 - 26点33分 | 东京电视网 |                    |
| 北海道         | TV北海道     | 2011年7月5日 - 9月20日   | 星期二 26点30分 - 27点00分 | 东京电视网 |                    |
| 爱知县         | 爱知电视台   | 2011年7月7日 - 9月22日   | 星期四 27点00分 - 27点30分 | 东京电视网 |                    |
| 大阪府         | 大阪电视台   | 2011年7月9日 - 9月24日   | 星期六 26点55分 - 27点25分 | 东京电视网 |                    |
| 日本全域       | AT-X         | 2011年7月11日 - 9月26日  | 星期一 11点00分 - 11点30分 | 卫星电视   | 有重播             |
| 日本全域       | NICONICO频道 | 2011年7月11日 - 9月26日  | 星期一 24点30分 更新       | 网络电视   |                    |
| 第2季          |              |                          |                            |            |                    |
| 關東广域圈     | 东京电视台   | 2012年7月2日 - 9月17日   | 星期一 26点00分 - 26点30分 | 东京电视网 |                    |
| 日本全域       | AT-X         | 2012年7月3日 - 9月18日   | 星期二 10点30分 - 11点00分 | 卫星电视   | 有重播             |
| 岡山县、香川县 | 濑户内电视台 | 2012年7月3日 - 9月18日   | 星期二 26點03分 - 26點33分 | 东京电视网 |                    |
| 福岡縣         | TVQ九州放送  | 2012年7月4日 - 9月19日   | 星期三 27點33分 - 28點03分 | 东京电视网 |                    |
| 爱知县         | 爱知电视台   | 2012年7月5日 - 9月20日   | 星期四 27點00分 - 27點30分 | 东京电视网 |                    |
| 大阪府         | 大阪电视台   | 2012年7月6日 - 9月21日   | 星期五 26點40分 - 27點10分 | 东京电视网 |                    |
| 北海道         | TV北海道     | 2012年7月6日 - 9月21日   | 星期五 27點00分 - 27點30分 | 东京电视网 |                    |
| 第3季          |              |                          |                            |            |                    |
| 關東广域圈     | 东京电视台   | 2015年10月5日 - 12月21日 | 星期日 26点05分 - 26点35分 | 东京电视网 |                    |
| 福冈县         | TVQ九州放送  | 2015年10月5日 - 12月21日 | 星期日 27点00分 - 27点30分 | 东京电视网 |                    |
| 北海道         | 北海道电视台 | 2015年10月6日 -          | 星期一 26點35分 - 27點05分 | 东京电视网 | 首日播放延后半小时 |
| 爱知县         | 爱知电视台   | 2015年10月7日 -          | 星期二 26點35分 - 27點05分 | 东京电视网 |                    |
| 大阪府         | 大阪电视台   | 2015年10月7日 -          | 星期二 27點05分 - 27點35分 | 东京电视网 |                    |
| 岡山县、香川县 | 濑户内电视台 | 2015年10月8日 -          | 星期三 26點15分 - 26點45分 | 东京电视网 |                    |
| 日本全域       | AT-X         | 2015年10月9日 -          | 星期五 23點00分 - 23點30分 | 卫星电视   | 有重播             |
| 富山县         | 鬱金香電視台 | 2015年10月17日 -         | 星期六 25點53分 - 26點03分 | TBS系列    |                    |

### BD/DVD
| 卷数  | 發售日         | 收錄話                                  | 規格編號                                 | 規格編號   |       |
| 卷数  | 發售日         | 收錄話                                  | BD                                       | DVD        |       |
| 第1季 | 第1季          | 第1季                                   | 第1季                                    | 第1季      | 第1季 |
| ----- | -------------- | --------------------------------------- | ---------------------------------------- | ---------- | ----- |
| 1     | 2011年9月21日  | 第1話－第2話                            | PCXG-50121                               | PCBG-51885 |       |
| 2     | 2011年10月19日 | 第3話－第4話                            | PCXG-50122                               | PCBG-51886 |       |
| 3     | 2011年11月16日 | 第5話－第6話                            | PCXG-50123                               | PCBG-51887 |       |
| 4     | 2011年12月21日 | 第7話－第8話                            | PCXG-50124                               | PCBG-51888 |       |
| 5     | 2012年1月18日  | 第9話－第10話                           | PCXG-50125                               | PCBG-51889 |       |
| 6     | 2012年2月15日  | 第11話－第12話                          | PCXG-50126                               | PCBG-51890 |       |
| BOX   | 2014年7月16日  | 第1話－第12話                           | PCXG-60054 SCXG-00007（canime.jp限定版） | 不適用     |       |
| 第2季 |                |                                         |                                          |            |       |
| 1     | 2012年9月19日  | 第1話－第2話                            | PCXG-50161                               | PCBG-52091 |       |
| 2     | 2012年10月17日 | 第3話－第4話                            | PCXG-50162                               | PCBG-52092 |       |
| 3     | 2012年11月21日 | 第5話－第6話                            | PCXG-50163                               | PCBG-52093 |       |
| 4     | 2012年12月19日 | 第7話－第8話                            | PCXG-50164                               | PCBG-52094 |       |
| 5     | 2013年1月16日  | 第9話－第10話                           | PCXG-50165                               | PCBG-52095 |       |
| 6     | 2013年2月20日  | 第11話－第12話                          | PCXG-50166                               | PCBG-52096 |       |
| BOX   | 2014年10月15日 | 第1話－第12話                           | PCXG-60055 SCXG-00008（canime.jp限定版） | 不適用     |       |
| 第3季 |                |                                         |                                          |            |       |
| 1     | 2015年12月16日 | 第1話－第2話                            | PCXG-50501                               | PCBG-52861 |       |
| 2     | 2016年1月20日  | 第3話－第4話                            | PCXG-50502                               | PCBG-52862 |       |
| 3     | 2016年2月17日  | 第5話－第6話                            | PCXG-50503                               | PCBG-52863 |       |
| 4     | 2016年3月16日  | 第7話－第8話                            | PCXG-50504                               | PCBG-52864 |       |
| 5     | 2016年4月20日  | 第9話－第10話                           | PCXG-50505                               | PCBG-52865 |       |
| 6     | 2016年5月18日  | 第11話－第12話                          | PCXG-50506 PCXG-50507（限定版）          | PCBG-52866 |       |
| BOX   | 2018年3月14日  | 第1話－第12話、OVA、特別篇第1話 - 第2話 | PCXG-60097                               | 不適用     |       |

## OVA
2014年2月9日活動中，發表新作動畫決定消息。
之後確定為OVA，並且會在電影院上映。後在AnimeJapan 2014舉辦的發表詳細內容，製作人員與視覺圖也一併公開。標題確定為《摇曳百合 暑假时光！》。2014年11月29日于电影院先行上映，2015年2月18日发售。
2015年7月25日在东京电视台播放，此外还将于同年8、9月份各播放一集续作特别篇，标题为《摇曳百合 暑假时光！+》。
而為了紀念連載10周年的輕鬆百合，決定以募資1000萬日圓達製作紀念OVA，最後募款金額為5400萬日圓，而新作OVA，BD於2019年11月13日發售。

### 製作人員

#### OVA
- 原作：（Comic百合姬／一迅社刊）
- 監督：畑博之
- 劇本：横手美智子
- 人物設計、總作畫監督：谷口元浩
- 音樂製作：波麗佳音
- 動畫製作：TYO Animations

#### 新作OVA
- 原作：（Comic百合姬／一迅社刊）
- 监督：山岸大吾
- 剧本：
- 角色设计·总作画监督：井上和俊
- 音乐制作：波丽佳音
- 动画制作：Lay-duce

### 主题曲

#### OVA
片頭曲

作词、作曲：
编曲：、，演唱：
片尾曲

作词：Funta3，作曲、编曲：Funta7，演唱：

#### 电视特别篇
片頭曲

作词、作曲、编曲：玉屋2060%，演唱：
片尾曲

作词、作曲：，编曲：梅堀淳、，演唱：（三上枝织、大坪由佳、津田美波、大久保瑠美）（+1）、七森中☆生徒会（藤田咲、丰崎爱生、加藤英美里、三森铃子）（+2）

#### 新作OVA 10周年紀念特別篇
片頭曲

演唱：
片尾曲

演唱：

## Web动画
2019年9月25日起在YouTube每周三更新短篇动画《迷你百合》，全4話。

### 制作人员（迷你百合）
- 原作 -
- 导演、人物设定、总作画監督 - 宮嶋星矢
- 脚本 -
- 摄影監督 - 林昌宏
- 音響監督 -
- 音乐 - 三澤康广
- 动画制作 - DMM.futureworks/W-Toon Studio
- 製作 - 七森中娱乐部

### 各话列表（迷你百合）
| 話数 | 日文标题 | 中文标题             | 更新日         |
| ---- | -------- | -------------------- | -------------- |
| 1    |          | 第一次的輕鬆百合入門 | 2019年9月25日  |
| 2    |          | 輕鬆Tuber            | 2019年10月2日  |
| 3    |          | 輕鬆百合運動會       | 2019年10月9日  |
| 4    |          | 輕鬆百合殺人事件     | 2019年10月16日 |

## 動畫電影《大室家》
分為《大室家-親愛的姊妹》、《大室家-親愛的朋友》兩部作品，於2024年上映。

### 製作人員
- 原作：
- 導演、分鏡：龍輪直征
- 系列構成、劇本：橫谷昌宏
- 角色設計：植田和幸
- 音樂：白戶佑輔
- 音樂製作：Lantis
- 動畫製作：Passione、Studio Lings
- 製作：《大室家》製作委員會
- 發行：Showgate

## 广播
是大阪电台（1314 V-STATION）于2011年7月1日至2016年6月24日期间播出的電台广播节目，由娱乐部四人的声优三上枝織、大坪由佳、津田美波（第3回不在）、大久保瑠美（第84、85回不在）主持，共计播出261回。
2014年之前于每周五23:00 - 23:30播出，后因其他节目开播，播放时间改至每周五22:30 - 23:00。niconico频道“摇曳百合TV”（第1回至第14回）、HiBiKi Radio Station（第15回至第261回）和音泉（第54回至第261回）提供当周最新回的收听，每周五22:30更新。
2016年3月27日，该节目在第二届动画电台大奖上获得“BEST CREATIVE RADIO 企划电台奖（一般节目）”。
2017年7月1日，为纪念开播6周年（节目当时已结束），大阪电台在17:00 - 17:30时段播出了特别节目。当天电台播放的是部分版，完整版则是于8月份在Comic Market 92大阪电台展位发售。

### 环节
节目分为前半部分（A）和后半部分（B），各部分内容每周从下面的环节中轮换，两部分中间会插入节目告知。整体主持由三上负责。
- （A） 话题BOX（話題ボックス）：由娱乐部成员谈论募集到的话题，抽选话题时大多会被要求即兴表演。大坪主持。
- （A） 摇曳百合与“×××”之会（ゆるゆると"×××"の会）：自由环节，引号中内容每次不同。大久保主持。
- （B） 摇曳百合读出声（声に出して読みたいゆるゆり）：朗读摇曳百合原作漫画。
- （B） 摇曳百合剧场（ゆるゆり劇場）：表演即兴百合短剧。全员会从“存在感女孩BOX”中抽取必须说出的台词，所有人都在短剧说出自己抽到的台词后才结束，台词与情景从听众处募集。津田主持。
- （B） 摇曳百合新人san☆hi！（ゆるゆりご新規さん☆ハイ！）：募集环节，从最近听说摇曳百合的新人处收集关于摇曳百合的问题，以及从之前就知道摇曳百合的人处收集面向新人的摇曳百合用语简要说明。三上主持。
- （B，后期终止） 娱乐部活动（ごらく部活動）：在节目中重现摇曳百合作中角色行为。也有几次是录制DVD的宣传广告，或是在有嘉宾在场时请嘉宾一起参与活动。三上主持。

## 设定及现实影响
- 据作者表示，主要角色所在学校七森中的校服设计可追溯至《銀河天使》中薄荷‧布拉曼修的服装[32]。
- 由于本作品中赤座燈里被设定为消失时伴有“阿卡林～”的音效[33]，而且经常被各种事物遮挡或减少出场画面。因此获得毫无存在感的含义并以“阿卡林”作为指代。而且这个典故被原作、动画制作组及爱好者间经常使用，例如故意遮挡画面、将其淡化、画成透明人，或无视其存在等。
- 第20届国际C语言混乱代码大赛最佳展示奖项，得奖作品就是与本作品相关，原始源代码为一个燈里头像的ASCII艺术画，编译后是一个支持三种文件格式（PGM、PPM和ASCII Art）的降采样工具，并且可以将自身源代码进行再处理成另一个源代码。[34]
  1. 将原始源代码用原始源代码编译的程序处理后会输出源码1，缩小的燈里头像ASCII画，编译源码1得到的程序运行后也会输出一个燈里头像ASCII画。
  2. 将源代码1用原始源代码编译的程序处理后会输出源码2，更小的燈里头像ASCII画，编译源码2得到的程序运行后会输出无空格小写的作品罗马名。
  3. 将源代码2用原始源代码编译的程序处理后会输出源码3，最小并不太明显的燈里头像ASCII画，编译源码3得到的程序运行后会输出带空格大写的作品罗马名。
- 本作品的单行本出现于同属一迅社出版的轻小說《我被绑架到贵族女校当「庶民样本」》和漫画《宅男腐女恋爱真难》。